# Amalocichla
Amalocichla De Vis, 1892 è un genere di uccelli della famiglia dei Petroicidi.

## Tassonomia
Il genere Amalocichla comprende due sole specie:
- Amalocichla sclateriana De Vis, 1892 - tordino maggiore della Nuova Guinea;
- Amalocichla incerta (Salvadori, 1876) - tordino minore della Nuova Guinea.

Entrambe le specie vivono unicamente in Nuova Guinea: A. incerta è presente in tutta l'isola, mentre A. sclateriana ne occupa solamente le regioni centrali e sud-orientali.